# Thomas Jones, Baron Maelor

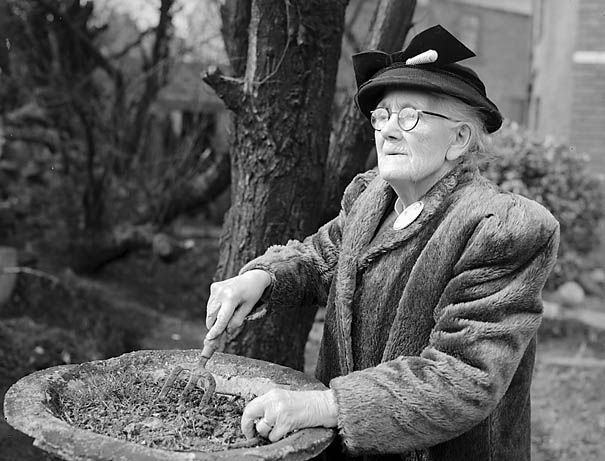
Mutter von Thomas Jones, Baron Maelor

Thomas William „Tom“ Jones, Baron Maelor (* 10. Februar 1898 in Ponciau; † 18. November 1984 ebenda) war ein walisischer Politiker der Labour Party.

## Politische Laufbahn
Thomas Jones wurde als Sohn einer Bergmannsfamilie in Wales geboren. Er besuchte die örtliche Grundschule und wurde mit 14 Jahren Bergmann in der nahegelegenen Kohlegrube von Bersham. Während des Ersten Weltkriegs verweigerte er den Wehrdienst, bekam aber die Zusicherung, in der Armee als Nichtkombattant dienen zu können. Weil er aber aus Gewissensgründen einem Befehl nicht gehorchte, wurde er 1917 von einem Militärgericht zu einer sechsmonatigen Gefängnisstrafe verurteilt. Die Haftstrafe saß er im Wormwood-Scrubs-Gefängnis in London ab. Später wurde er in das Arbeitslager von Princetown verlegt, das sich im früheren Gefängnis von Dartmoor in Devon befand. Nach dem Krieg besuchte er das Normal College in  Bangor, Gwynedd, und qualifizierte sich als Lehrer.  Von 1922 bis 1940 war er Direktor einer Schule; 1937 wurde er Friedensrichter für Denbighshire. Von 1940 bis 1946 arbeitete er für das britische Sozialministerium. 1946 wurde er für die North Wales Power and Electric Co tätig und war für die sozialen Belange der Mitarbeiter zuständig. Zudem war er in der walisischen Gewerkschaft North Wales Labour Federation engagiert.
1935 kandidierte Jones erstmals für die Labour Party, wurde aber nicht gewählt. Erst 1951 gelang es ihm, für den Wahlkreis Merioneth in das britische Unterhaus gewählt zu werden. Er blieb Parlamentsmitglied bis 1966; auch sein Bruder James Idwal Jones war von 1955 bis 1970 Parlamentsabgeordneter. Seine wichtigsten politischen Anliegen waren die Überführung des Bala Lake in öffentlichen Besitz sowie der Bau eines Atomreaktors in Trawsfynydd und eines Pumpspeicherwerks in Blaenau Ffestiniog, beides Orte mit hoher Arbeitslosigkeit.
Im Juni 1966 wurde er mit dem Titel Baron Maelor, of Rhosllannerchrugog in the County of Denbighshire zum Life Peer ernannt. Im Oberhaus war er weiterhin sehr engagiert bei walisischen Themen; so machte er Front gegen die Abschaffung des Welsh Sunday, wonach es dort sonntags verboten war, Kneipen zu öffnen und Sportveranstaltungen abzuhalten.
Bei der Feier zur Investitur von Charles zum Prince of Wales trug Lord Maelor eines der Kissen für die Krone und den Ring, die der Queen während der Zeremonie überreicht wurden. 1981 wurde er als singender Baron gefeiert, nachdem er als erste Person im House of Lords ein Lied vorgetragen hatte. Er schrieb auch Gedichte und war Mitglied des Gorsedd (Bardenvereinigung) beim Eisteddfod-Musikfestival und Präsident des International Eisteddfod in Llangollen. Der als humorvoll beschriebene Lord war bekannt dafür, unterhaltsame Anekdoten auf Englisch wie auch auf Walisisch zu erzählen, und brüstete sich gerne damit, in den zwei schlimmsten Gefängnissen Großbritanniens gesessen zu haben.
Lord Maelor, der sein ganzes Leben lang ein Raucher gewesen war, starb eines Nachts in seinem Haus in Ponciau durch einen Brand; es wurde angenommen, dass dieser durch eine glimmende Zigarette ausgelöst wurde.

## Schriften
- Y Senedd. Y Senedd: hanes datblygiad a gwaith y Senedd yn San Steffan ynghyd â'i defodau a'i thraddodiadau. (Berichte aus dem Parlament) 1969.
- Fel Hyn y bu. (Erinnerungen) 1970.
- Thomas Jefferson: trydydd Arlywydd America. 1980.